# Freón
El freón es un gas refrigerante desarrollado por la empresa DuPont compuesto por clorofluorocarburo (CFC), producto dañino para la capa de ozono[cita requerida]. El nombre "Freon" es además un nombre de marca comercial utilizado para referirse a este tipo de productos. El freón-12, primero en desarrollarse y el más conocido, es estable, ininflamable, y de baja toxicidad. La historia de su uso industrial comprende desde 1874 hasta enero de 1987, con el Protocolo de Montreal donde se prohibió el uso de los CFC en refrigeradores y productos en aerosol.

## Clasificación
Los distintos refrigerantes, entre ellos los freones, se designan con un código elaborado por la ASHRAE, y conocido como «número R».
La primera parte del número R es la letra R, o bien una palabra que describa el tipo de refrigerante (en el caso de los freones, la palabra «Freón»).
Una nomenclatura alternativa utiliza en su lugar la combinación de letras iniciales de los elementos hidrógeno (H), bromo (B), cloro (Cl), flúor (F) y carbono (C) que estén presentes en el compuesto, en este orden. Nótese que no se emplea el símbolo químico de los elementos (que sería Br para el bromo o Cl para el cloro), sino la letra inicial.
El sufijo está formado por un mínimo de dos cifras, pero puede ser modificado con números y letras adicionales:
- Si el compuesto es compuesto cíclico, se indica con una letra C;
- Número compuesto por:
  - Cifra de millar: número de enlaces dobles o triples carbono-carbono presentes en el compuesto (se omite si es cero);
  - Cifra de centena: número de átomos de carbono, menos uno (se omite si el resultado es cero);
  - Cifra de decena: número de átomos de hidrógeno, más uno;
  - Cifra de unidad: número de átomos de flúor.
- Si el refrigerante contiene bromo, se añade una letra B y el número de átomos de bromo presentes.
- En caso de isomería, se añade una letra minúscula para distinguir compuestos.

### Ejemplos
Es común referirse a los siguientes refrigerantes como freón:
- R-11 o Freón-11: Triclorofluorometano, de fórmula CCl3F.
- R-12 o Freón-12: Diclorodifluorometano, de fórmula CCl2F2.
- R-14 o Freón-14: Tetrafluorometano, de fórmula CF4.